# Malagiella vohiparara
Espèce
Malagiella vohiparara est une espèce d'araignées aranéomorphes de la famille des Oonopidae.

## Distribution
Cette espèce est endémique de la province de Fianarantsoa à Madagascar,. Elle se rencontre à Vohiparara et à Talatakely vers 1 100 m d'altitude dans le parc national de Ranomafana.

## Description
Le mâle holotype mesure 1,32 mm et la femelle paratype 1,36 mm, les mâles mesurent de 1,26 à 1,32 mm et les femelles de 1,36 à 1,48 mm.

## Étymologie
Cette espèce est nommée en référence à son lieu de découverte, Vohiparara, à Madagascar.

## Publication originale
- Ubick & Griswold, 2011 : The Malagasy goblin spiders of the new genus Malagiella (Araneae, Oonopidae). Bulletin of the American Museum of Natural History, no 356, p. 1-86 (texte intégral).